# Конотопське повітове земство
Коното́пське повіто́ве зе́мство — виборний орган місцевого самоврядування Контопського повіту, що був створений у 1864 році внаслідок земської реформи в Російській імперії.
У різні роки членами Контопського земства були Олександр Матвійович Лазаревський та Василь Валентинович Шеболдаєв.

## Історія земства
1864 рік — створення Конотопського повітового земства в місті.
26 вересня 1867 року ухвалила рішення про будівництво Конотопської повітової земської лікарні на кошти, що були залишені у спадок, відомим меценатом Максимом Йосиповичем Парпурою
1900 рік — земські збори ініціювали створення при Конотопському земстві історичного музею та архіву.
26 вересня 1900 року — відкрито історичний музей при Конотопському земстві;
1917 року, разом з іншими земствами, Конотопське повітове земство було ліквідовано.